# Биатлон на зимней Универсиаде 1983
Соревнования по биатлону в рамках зимней Универсиады 1983 года в Софии проходили с 24 февраля по 27 февраля 1983 года. Местом проведения соревнований стал горнолыжный курорт Боровец.
На этих соревнованиях биатлон был представлен впервые в истории зимних Универсиад. Принимали участие 34 спортсмена из семи стран. Было разыграно три комплекта наград, только среди мужчин: в индивидуальной гонке, спринте и эстафете. Максимально возможный результат показали спортсмены сборной СССР, выиграв все шесть медалей в личных видах и одержав победу в эстафете.

## Результаты соревнований
| Гонка                                            | Мужчины | |
| ------------------------------------------------ | --- | --- |
| Индивидуальная гонка февраль 1983 Мужчины: 20 км | Тарас Дольный 1:13:17.6 (0) Андрей Непеин +2:06.5 (3) Леонид Новиков +6:21.6 (4) 4. Юрий Митев +7:04.8 (4) 5. Сергей Дудкин +7:58.6 (6) 6. Стоян Божичков +8:43.4 (2)   | |
| Спринт февраль 1983 Мужчины: 10 км               | Тарас Дольный 33:43.3 (1) Леонид Новиков +18.8 (1) Андрей Непеин +37.7 (4) 4. Василий Гаврилович +51.3 (2) 5. Сергей Дудкин +1:42.1 (4) 6. Д. Томпсон +1:53.7 (2)       | |
| Эстафета февраль 1983 Мужчины: 4×7,5 км          | СССР 1:45:33.4 (Андрей Непеин, Сергей Дудкин, Тарас Дольный, Леонид Новиков) Румыния +7:23.2 Болгария +7:27.7 4. Чехословакия +7:36.5 5. США +8:21.4 6. Канада +22:44.2 | СССР 1:45:33.4 (Андрей Непеин, Сергей Дудкин, Тарас Дольный, Леонид Новиков) Румыния +7:23.2 Болгария +7:27.7 4. Чехословакия +7:36.5 5. США +8:21.4 6. Канада +22:44.2 |

## Медальный зачёт в биатлоне
| Место | Страна   |   |   |   | Всего |
| ----- | -------- | - | - | - | ----- |
| 1     | СССР     | 3 | 2 | 2 | 7     |
| 2     | Румыния  | 0 | 1 | 0 | 1     |
| 3     | Болгария | 0 | 0 | 1 | 1     |